# Bilbil sumatrzański
Bilbil sumatrzański (Bonapartia tympanistrigus) – gatunek małego azjatyckiego ptaka z rodziny bilbili (Pycnonotidae). Występuje na zachodniej Sumatrze. Nie jest zagrożony wyginięciem.
SystematykaGatunek ten opisał niemiecki przyrodnik Salomon Müller pod nazwą Ixos tympanistrigus, opis ukazał się w 1836 roku na łamach „Tijdschrift Voor Natuurlijke Geschiedenis en Physiologie”. Autorzy Kompletnej listy ptaków świata zaliczają ten gatunek do rodzaju Bonapartia, inni umieszczają go w Pycnonotus. Nie wyróżnia się podgatunków.
MorfologiaDługość ciała 16 cm. Obie płcie są do siebie podobne.
Zasięg występowaniaPtak ten jest endemitem indonezyjskiej wyspy Sumatra, występującym w jej zachodniej części.
BiotopZasiedla zalesione wzgórza i stoki gór. Naturalnymi siedliskami są subtropikalne i tropikalne wilgotne lasy i ich obrzeża.
StatusMiędzynarodowa Unia Ochrony Przyrody (IUCN) od 2023 roku uznaje bilbila sumatrzańskiego za gatunek najmniejszej troski (LC – least concern). Wcześniej, od 2000 roku miał on status gatunku bliskiego zagrożenia (NT – near threatened), od 1994 był klasyfikowany jako gatunek narażony (VU – vulnerable), a od 1988 jako gatunek najmniejszej troski. Liczebność populacji nie została oszacowana, aczkolwiek ptak ten opisywany jest jako dość pospolity, także w środowiskach zdegradowanych. Trend liczebności populacji uznaje się za lekko spadkowy głównie ze względu na utratę siedlisk (wylesianie) oraz prawdopodobnie chwytanie w pułapki z przeznaczeniem na handel.